# Бо (народ)
Бо — находящийся на грани исчезновения народ на Андаманских островах (Индия) в Индийском океане. Народ бо проживал на Андаманских островах в Индийском океане предположительно 65 тысяч лет. С 1858 года эта группа островов в составе Британской империи, позднее попала под контроль Индии.
Недавно умерла последняя носительница родного языка бо, 85-летняя Боа Ср.

Численность коренного народа была настолько мала, что у него не оставалось шансов на самоопределение.
— М. Хаспельмат